# Ганс Коллані
Ганс Віктор Карл Оскар Коллані (нім. Hans Viktor Karl Oskar Collani; 13 грудня 1908, Штеттін — 29 липня 1944, Нарва) — німецький офіцер, штандартенфюрер СС. Кавалер Лицарського хреста Залізного хреста.

## Біографія
В кінці 1920-х років вступив в СА, пізніше перейшов в СС (посвідчення №6 909) і частини посилення СС. Служив у «Лейбштандарті СС Адольф Гітлер», ад'ютант полку, командир роти. Під час Польської і Французької кампаній служив також в полку СС «Нордланд» і в штабі дивізії СС «Вікінг». З червня 1941 по червень 1943 командував фінським добровольчим батальйоном СС, потім був призначений командиром 49-го добровольчого моторизованого полку СС «Де Руйтер» в складі добровольчої моторизованої бригади СС «Нідерланд». Смертельно поранений в бою.

## Звання
- Анвертер СС (13 квітня 1931)
- Манн СС (13 квітня 1932)
- Шарфюрер СС (1932)
- Труппфюрер СС (24 листопада 1932)
- Штурмфюрер СС (28 червня 1933)
- Оберштурмфюрер СС (1933)
- Штурмгауптфюрер СС (1 жовтня 1933)
- Штурмбаннфюрер СС і військ СС (21 грудня 1941)
- Оберштурмбаннфюрер СС і військ СС (20 квітня 1943)
- Штандартенфюрер СС і військ СС (30 січня 1945; посмертно)

## Нагороди
- Німецька імперська відзнака за фізичну підготовку в бронзі
- Спортивний знак СА в золоті
- Кільце «Мертва голова»
- Почесний кут старих бійців
- Почесна шпага рейхсфюрера СС
- Німецький Олімпійський знак 2-го класу
- Орден Заслуг (Угорщина), офіцерський хрест (серпень 1938)
- Медаль «За вислугу років у СС» 4-го, 3-го і 2-го ступеня (12 років)
- Медаль «У пам'ять 13 березня 1938 року» (2 березня 1939)
- Медаль «У пам'ять 22 березня 1939 року» (25 серпня 1939)
- Залізний хрест
  - 2-го класу (24 або 25 вересня 1939)
  - 1-го класу (18 жовтня 1942)
- Медаль «За зимову кампанію на Сході 1941/42» (10 вересня 1942)
- Штурмовий піхотний знак (січень 1943)
- Німецький хрест в золоті (24 квітня 1944)
- Лицарський хрест Залізного хреста (19 серпня 1944; посмертно)